# 対戦ぱずるだま
『対戦ぱずるだま』（たいせんぱずるだま）は、1994年にコナミ（現・コナミデジタルエンタテインメント）より発売された落ち物パズルゲーム。アーケードゲーム版が最初に登場し、コナミの定番パズルゲームとして各コンシューマーハードに移植もされている。本作は後に『ツインビー対戦ぱずるだま』に同時収録する形で、プレイステーションへ移植された。
「対戦」というタイトルどおり、対人・対CPUとの対戦プレイに特化したルールとなっており、必ず1対1のプレイスタイルとなる。
最初にアーケードで稼働したオリジナル作では個性豊かなオリジナルキャラクターがプレイ画面中の背景に登場し、連鎖消しが起こるたびに派手な背景アニメーションが発生する。キャラクター性を取り込んだこの演出を活かし、コンシューマーゲームなどへ移植する際はコナミの他作品のキャラクターを採用、もしくはコナミがスポンサーとなるテレビアニメを題材として発売されることが多かった。
後に本作から派生した作品として、落ち物パズルではなく『パネルでポン』を踏襲した下からせり上がってくるたまを並べ替えて消す『対戦とっかえだま』も開発された。

## 基本ルール
基本的なルールは『ぷよぷよ』を踏襲しており、縦13マス×横6マスのフィールドに2個一組で落ちてくる「おおだま」と「こだま」を方向操作による移動とボタン操作による左右回転をさせて積み上げ、同じ色の「おおだま」を縦・横・カギ型に3個以上つなげると消すことができる。フィールド最上段のたまの出現位置（左から3列目）に「たま」が積みあがってしまうと敗北となる。
「おおだま」を連鎖で消すか、6個以上を同時に消すと「こうげきだま」として対戦相手のフィールドに「こだま」が落ちてくる。「こうげきだま」は24個以下（一部のキャラクターは例外あり）の場合は一度に相手のフィールドへ送られるが、25個以上の場合は最初に24個が送られ、残りは相手がたまを落下させた後に送られることになる。連鎖消しをすればするほど「こうげきだま」の数は増えるが、「こうげきだま」はキャラクターごとにパターンが決まっており、規則的な配置で落ちてくるため、相手から送られた「こうげきだま」を上手く利用すると連鎖で反撃することも可能であり、このルールによって互いに大連鎖や逆転が起こしやすくなっており、ゲームの展開が派手になっている。

### 「たま」の種類
おおだま（大玉）
大きめの「たま」。色は赤・青・黄・緑の4色。同じ色の「おおだま」を縦・横に3個以上つなげると消える。斜め方向では消えない。
こだま（小玉）
箱に入ったような形の小さな「たま」。色は赤・青・黄・緑の4色。縦・横に隣接する「おおだま」が消えると「おおだま」に変化する。「おおだま」に変化させない限り、いくつ並べても消えない。
ぜんだま（善玉）
『進め！対戦ぱずるだま』から登場。「おおだま」と同じ大きさの白い玉。「おおだま」とは異なり1個で即座に消滅し、消えた場所の縦・横・斜めに隣接する「こだま」が「おおだま」に変化する。
あくだま（悪玉）
『進め！対戦ぱずるだま』から登場。「おおだま」と同じ大きさの黒い玉。「おおだま」とは異なり1個で即座に消滅し、消えた場所の縦・横・斜めに隣接する「おおだま」が「こだま」に変化する。
くいだま（喰玉）
『進め！対戦ぱずるだま』から登場。「こだま」と同じく箱に入ったピンク色の「たま」。隣りで「おおだま」が消えると向いている方向の「たま」を食べ続ける。進む方向は一定で、壁に突き当たる、進路上に何もなくなる、他の「くいだま」に突き当たるなどすると役目を終えて、最後に食べた「たま」と同じ色の「おおだま」に変化する。
まほうだま
『ミルモでポン!対戦まほうだま』にのみ登場。「おおだま」に星が描かれている。一戦につき3つまで持つことができる。隣で「おおだま」が消えると様々な効果を発揮する。

## モード
一人プレイ
CPUと対戦を行うモード。レベルを3つの中から選択する。標準のモードに加え、初心者向けの3戦のみの練習モードと上級者向けのゲーマーモードも用意されている。
ストーリーモードの様相を呈しており、序盤から中盤にかけてはプレイヤーキャラクターとの対戦となり、終盤はボス戦となる。なお、初代とツインビー版ではプレイヤーキャラクター戦の最終戦（中間ボスの一つ手前）で「同一キャラクター対決」が発生する。
二人プレイ
人間プレイヤー同士で対戦を行うモード。実力差がある者同士でも楽しめるよう、ハンデを7段階に設定することが出来る。

## シリーズ

### アーケードゲーム
『対戦ぱずるだま』（システムGX基板）：1994年
シリーズ最初の作品。
『ときめきメモリアル対戦ぱずるだま』（システムGX基板）：1995年
ゲーム『ときめきメモリアル』のキャラクターを採用。上記『対戦ぱずるだま』と同じスタッフが関わっており操作感覚、たまの出方も改善された。攻撃パターンが全て一新されており、階段型、山型、谷型の並び方が登場した。
『進め!対戦ぱずるだま』（システムGV基板（PlayStation互換））：1996年
初代作の直接的な続編であり、上記2作品とは別の部署で開発された。今作では通常のキャラクターらとの対決でスコアを稼ぎ、一定点以上に達することでボスキャラクターらに挑める仕様となっている。

### コンシューマーゲーム
『ツヨシしっかりしなさい 対戦ぱずるだま』（スーパーファミコン）：1994年11月18日
コンシューマー版最初の作品で、アニメ『ツヨシしっかりしなさい』のキャラクターを採用。独自要素として、『テトリス』や『とことんぷよぷよ』のように一人でエンドレスにプレイできるモード、オプションでたまの色を最大6色（紫と灰色が加わる）に増やす事が出来る。
『ツインビー対戦ぱずるだま』（PlayStation）：1994年12月9日
ゲーム『ツインビー』をベースにしたラジオドラマ『ツインビーPARADISE』のキャラクターを採用。たまの形状がベル型になっている。シリーズで唯一こうげきだまEDIT機能を搭載しており、ノーマル以上のレベルを一度でもクリアすれば解放される。ツインビーとウインビーは同キャラクター扱いとされており、ツインビーは1P側、ウインビーは2P側でしか使用できない。
また、本作にはアーケード版の初代『対戦ぱずるだま』も同時収録されており、オプションで切り替えてプレイすることができる。
『ちびまる子ちゃんの対戦ぱずるだま』（セガサターン）：1995年12月15日
アニメ『ちびまる子ちゃん』のキャラクターを採用。当初はセガサターンでも上記の『ツインビー対戦ぱずるだま』が発売される予定だったが諸事情により発売中止となり、その代わりに本作が発売されることとなった。子供向けを想定しているためか、アーケード版に比べて難易度が若干低くなっている。
『がんばれゴエモン きらきら道中〜僕がダンサーになった理由〜』（スーパーファミコン）：1995年12月22日
ミニゲームとして「超対戦ぱずるだま」が収録。唯一、3人・4人対戦が可能。
『進め!対戦ぱずるだま』（PlayStation）：1996年3月1日
アーケード版の移植。規制の関係により、一部キャラクターのアクションが変更されている。『対戦ころがしだま』なる、ボウリングのミニゲームも収録。
『ときめきメモリアル 対戦ぱずるだま』（PlayStation、セガサターン）：1996年9月27日、（Windows 95）：1996年12月27日
SS版とPS版は『進め!対戦ぱずるだま』の要素を追加しての移植で、一部キャラクターのこうげきだまのパターンが若干変更されている。キャラクターの連鎖ボイスは全てアーケード版から録りなおされており、エンディングに描き下ろしのイラストとメッセージが追加されている。PS版はゲームアーカイブスにて配信中（ベースはPS one Books再発売版）。
Windows版は、アーケード版をベースとした移植になっている。
『進め!対戦ぱずるだま 闘魂!まるたま町』（NINTENDO 64）：1998年3月26日
『進め!対戦ぱずるだま』のみならず『対戦とっかえだま』と『対戦ころがしだま』もプレイ可能なアレンジ移植版。ただし、ゲームのベースとなっているのは『進め!』であり、登場キャラクターは『ぱずるだま』と『とっかえだま』双方から抜粋された一部のみとなっている。隠しコマンドにより「ぱずるだまVSとっかえだま」という対戦も可能で、『とっかえだま』キャラも含め全て両ルール用に別々のこうげきだまパターンが設定されているが、どちらもアーケード版のパターンから大幅に入れ替え・変更がされている。また、こうげきだまが降るタイミングの法則も他機種とは少し異なる。ぱずるだまのゲーマーレベルでは、全キャラクターの攻撃パターンが『ときメモ対戦ぱずるだま』のパターンに変化する。
『ときめきメモリアル2 対戦ぱずるだま』（PlayStation）：2001年3月15日
『ときめきメモリアル対戦ぱずるだま』のキャラクターと世界観を『ときめきメモリアル2』に差し替えた内容だが、キャラクターと「こうげきだま」のパターンを自由に組み合わせてプレイすることが出来る（CPUのパターンは、デフォルトで固定されている）。前作や他のシリーズと異なり、最終ボスが固定されていない特徴がある。ゲームアーカイブスにて配信中（ベースはPS one Books再発売版）。
『pop'n 対戦ぱずるだま ONLINE』（Windows 98SE/2000/Me/XP）：2002年11月1日
オンライン専用。かつて無料配信されていたが、現在はプレイ不可。ゲーム『pop'n music』のキャラクターとアニメを流用しており、ボイスは無い。基本ルールは『進め!対戦ぱずるだま』と同一だが、キャラクターと攻撃パターンを自由に組み合わせてプレイ可能。登場キャラクターは『5』のデザインがベースで、ミミ、ニャミ、バンブー、ショルキー、マリィ、キング、アヤ、ボウイの8体。基本的にネットワーク対戦専用だが、CPUとの練習プレイも行えた。運営会社「スターオンライン」のサービス停止に伴い、無料βバージョンのまま2003年12月15日にサービスが終了し、以後完全にプレイ不可となった。後に、本作をベースとして画面デザインや登場キャラクターなどが変更されたPS2版も発売された（後述）。
『わがまま☆フェアリー ミルモでポン! 対戦まほうだま』（ゲームボーイアドバンス）：2003年9月11日
アニメ『わがまま☆フェアリー ミルモでポン!』のキャラクターを採用。原作の世界観に合わせタイトルは「対戦まほうだま」とされ、基本ルールは『進め!対戦ぱずるだま』とほぼ同じだが、アイテム発動用の新たまとして「まほうだま」が追加されている。色が異なるのみでほとんど攻撃パターンが同じキャラクターが多く、従来のボスが使用するような難易度の高いパターンは一切登場しない。さらに、難易度設定を低くするとこちらの「つぎのたま」にこだまが出てこなくなる、一部のパターンで配色が2色に減らされているなど、ちびまる子ちゃん版と同じく子供向けを想定した難易度となっている。開発は株式会社フューチャークリエイツ。
『pop'n 対戦ぱずるだま ONLINE』（PlayStation 2）：2004年3月4日
ルールはWindows版と同様だが、デザインや登場キャラクターなどが一部異なり、たまの形状はポップ君型になっている。キャラクター自体が喋るのではなく、赤ポップ君（声：すわひでお）と青ポップちゃん（声：Sana）がゲーム中の状況に応じて漫才のような掛け合いをする実況ボイスが流れる。また、全27体のキャラクターと全54種類のこうげきだまパターンを自由に組み合わせてのプレイが可能（シングルプレイのCPUはキャラ別に攻撃パターン固定）。ただしそのほとんどは特定条件を満たすと出現する隠し要素であり、うちキャラクター8体、攻撃パターン16種類、BGM3曲はオンラインモードでの入手限定となっていた。「ONLINE」というタイトルの通り、オンラインモードではPlayStation BB Unitを使用したオンライン対戦サービスが行え、『なぞぷよ』のようなレッスンモードなども配信されていたが、サービスは2005年3月31日をもって終了と公式発表がなされ、同年9月30日をもって完全にプレイ不可能となった。オフラインモードはサービス終了後もプレイ可能だが、オンラインでの入手を必要とする隠し要素は一切解禁できない。オフラインのシングルプレイは、イージー以外は最初の5ステージのCPUキャラクターが自由選択となっている（6面以降のボス3体の出現順はボス仕様のレイヴガール、MZD、ジャージメンで固定）。ストーリーなどは特に無く、キャラクター別のエンディングも存在しない。
登場キャラクターは『7』『8』を中心に他作品からも選ばれており、本作オリジナルの「ジャージメン」も最終ボスとして登場している。オフラインだけで出現できるキャラクターはミミ（7）、ニャミ（7）、キング（7）、マリィ（7）、ショルキー（stage）、ジュディ（7）、リエちゃん（7）、さなえちゃん（7）、ポエット（7）、アイス（4）、スマイル（4）、アッシュ（4）、スーツ（CS5）、六（6）、レイヴガール（7）、MZD（7）、ジャージメン（オリジナル）、睦月（CS8）、ミルク（8）の19体、オンラインでの解禁が必要なのがユーリ（4）、ジャガーB（CS9）、リゼット（7）、タイマー（6）、ししゃも（8）、かごめ（7）、リデル（BH）、つらら（9）の8体となっている。
『ラブプラス+』（ニンテンドーDS）：2010年6月24日
ミニゲームとして「もえろ!対戦ぱずるだま」が収録。使用可能キャラクターはヒロイン（恋人として選択中の1名）の他、『クイズマジックアカデミー』シリーズよりシャロンとメディア、『pop'n music』シリーズよりミミ&ニャミ（ミミはプレイヤー側専用、ニャミはCPU側専用）、『ランブルローズ』シリーズよりデキシーがゲスト出演。また、CPU専用の隠しボスとして『ときめきメモリアル対戦ぱずるだま』の藤崎詩織が登場する。
『NEWラブプラス』（ニンテンドー3DS）：2012年2月14日
ミニゲームとして「もっともえろ!対戦ぱずるだま」が収録。前作がCPU戦専用だったのに対し、今作では3DS同士での通信対戦が可能となっている（ただし、ダウンロードプレイは不可）。使用可能キャラクターは前作のメディアに変わって『クイズマジックアカデミー』シリーズよりルキアが登場し、ミミとニャミが個別のキャラクターとなった。また、新たなキャラとして『ときめきメモリアル2 対戦ぱずるだま』より陽ノ下光、隠しボスとして『ツインビー対戦ぱずるだま』よりパステルが登場し、さらに隠しキャラクターとして藤崎詩織とパステルも使用可能になった。
『NEWラブプラス+』（ニンテンドー3DS）：2014年3月27日
ミニゲームとして「もっともえろ!対戦ぱずるだま」を再録。

### 携帯電話向けゲーム
携帯電話アプリ版ではタイトルに「対戦」の名が入っていない。
- 『ときめきメモリアル Girl's Side ぱずるだま』
- 『ぱずるだま』 - 旧機種向け。COMキャラクターのリアクションがない。
- 『ぱずるだまDX』 - 現行機種向け。『進め!』の携帯向けアレンジ。
- 『地獄少女ぱずるだま』 - キャラ別攻撃パターンを携帯版では初めて導入
- 『パズルダマイレブン』 - iモード版ウイニングイレブンモバイルで配信。
- 『マジックアカデミーぱずるだま』- AOU2008にて発表後長らく音沙汰がなかったが2011年2月配信開始。
- 『ハヤテのごとく!/ハヤテのごとく!!ぱずるだま』シリーズ - 『ハヤテのごとく!!』公式モバイルサイトにて配信。
  - 『ハヤテのごとく!ぱずるだま 〜お屋敷編〜』
  - 『ハヤテのごとく!ぱずるだま 〜学校編〜』- 上記お屋敷編の別バージョン。
  - 『ハヤテのごとく!!ぱずるだま 〜出会い編〜』 - キャラ別の攻撃パターンを導入
  - 『ハヤテのごとく!!ぱずるだま 〜運命編〜』- 上記出会い編の別バージョン。
- 『Castlevania Puzzle: Encore of the Night』 - iOSにて欧米で配信、日本では未リリース。『悪魔城ドラキュラX 月下の夜想曲（英題：Castlevania: Symphony of the Night）』をベースにした作品。

## 登場キャラクター
ここではシリーズオリジナルのキャラクターのみ記載する。各タイアップ作品のキャラクターはそれぞれの作品の項目を参照。
ペンクロー、ジョン・ワン次郎、殿様、ももちゃんの4名は、『実況おしゃべりパロディウス』・『パロウォーズ』といった別作品にも登場している。

### 対戦ぱずるだま
ペンクロー
声 - 折笠愛
【まるたま水族館】勤務のエンターティナーペンギン、2歳。オープニングデモで説明役を務める。『進め!』にも引き続き登場。
沢田まゆ
声 - 横山智佐
【まるたま女子高校】に通う、明るく元気な女子高生、17歳。『進め!』にも引き続き登場。
ユミちゃん
声 - 非公表
【ディスコパライソ】に通いつめるセクシーなOL、23歳。『進め!』に登場するあたぼうの母親であり、同作のエンディングでは足元のみだが少しだけ登場している。
ジョン・ワン次郎
声 - 非公表
【犬小屋】で飼われている番犬、5歳。『進め!』に登場するももちゃんの息子。
ドクター中杉
声 - 非公表
【ナカスギ研究所】で研究を続ける天才科学博士、64歳。自らの身体をサイボーグ化しているのか片手が機械化している他に、ニュートラル状態でしばらく経つか優勢になると頭の上半分が回転したり、連鎖時には頭頂部が火山のように噴火する。彼の攻撃パターンはその後、科学者系や秀才系のキャラクターに引き継がれている。『進め!』ではお化けのキョーちゃんの製作者でこれを操っており、エンディングに顔出しで登場している。
リョウ
声 - 森川智之
【まるたま公園】にてテント暮らしをしている流離の格闘家、27歳。得意技は「爆裂連鎖拳」。『進め!』にも引き続き登場。
ロボ作２号
声 - 非公表
【下働きロボのいる家】で奉仕するお手伝いロボット、63年製。練習（CPU専用）と対戦のみ登場。
まこりん
声 - 椎名へきる
【まこりん家】の「まるたま小学校」に通う2本の三つ編みおさげの小学1年生の少女、7歳。練習（CPU専用）と対戦のみ登場。『進め！』にも引き続き登場。のちに進級し3年生となる。
嶋課長
声 - 森川智之
【まるたまビル】の営業二課課長、45歳。一人目の中ボス。CPU専用キャラクターで、プレイヤーキャラとしては使用出来ない。
大岩 権造
声 - 森川智之
【大岩書道道場】の師範にして大岩流書道十段、57歳。二人目の中ボス。CPU専用キャラクターで、プレイヤーキャラとしては使用出来ない。
トノサマ
声 - 森川智之
【まるたま城】に住む一国のあるじ、年齢不詳。本作の最終ボス。顔に白粉を塗っており、カツラを被っている。対戦BGMは「余win」と専用のものとなっている。CPU専用キャラクターで、プレイヤーキャラとしては使用出来ない。

### 進め!対戦ぱずるだま
前作『対戦ぱずるだま』の2年後の世界で、引き続き登場となる人物、または前作に関係する人物が多い。N64版『闘魂!まるたま町』ではAC版の一部のキャラクターが登場しない。
沢田まゆ
声 - 横山智佐
「まるたま女子高校」4年生、19歳。ぱずるだま二級（N64版では四級）、とっかえだま六級。【マルタマルド】にて登場。ぱずるだまのやりすぎによって留年してしまったアイドルの卵。コギャル化しており、前作とはかなりキャラクターが異なっている。髪型も前作のポニーテールからセミロングになっており、学生の姿とアイドルの姿との髪色が異なっている。「爆笑アイドル誕生」という番組オーディションに64回も応募して予選すら出られない模様。今作では、オープニングデモで説明役を務め、主題歌も担当。
ペンクロー
声 - 横山智佐
「まるたま水族館」勤務のエンターティナー（ペンギンショー）、4歳。ぱずるだま初段。【洋菓子店パフパケーキ】にて登場。「まるたま城」の奥方様に可愛いがられ、毎日のようにアラスカ産キングサーモンのフルコースを食べさせられ、前作よりもかなり太った。普段は前作に比べて頬の肉付きがやや増えた程度だが、連鎖を決めるなどすると全身が肥満化する。N64版では未登場。
あたぼう
声 - 天野由梨
前作のユミちゃんの娘で、本名は「まゆこ」、1歳。ぱずるだま八段、とっかえだま五段。【小玉家】にて登場。少々腹黒いのが玉に瑕。生まれて半年にしてユミちゃんの連鎖を修得したエスパーベイビーで、連鎖が決まると母のようなセクシーレディーに変身する。
ももちゃん
声 - 非公表
前作のジョン・ワン次郎の父親、10万2歳。ぱずるだま四級。【バス停】にて登場。息子との再会を果たすため、「まるたま町」にやってきたが、息子のことなどそっちのけでぱずるだまに嵌ってしまった。見た目やアクションは息子のワン次郎よりも幼いが、連鎖をすると「デビルワン」という悪魔のような姿に変身する。N64版では未登場。
お化けのキョーちゃん
声 - 坂本千夏
前作のドクター中杉が開発した超デリシャス操り人形、年齢不詳。ぱずるだま三段。【王林寺】にて登場。新素材バイオセルロースで表面加工されており、火を噴いたりミサイルを発射したりする。ドクター中杉率いる黒子3人組「スキャンティーズ」が操っている。N64版では未登場。
リョウ
声 - 森川智之
格闘家（愛と正義の警備員）、29歳。ぱずるだま六段（N64版では五段）、とっかえだま初段。テント生活を脱出し、家賃1万50円で「まるたま公園」の脇の【池田商会ガレージ】に住まわしてもらい、修行に明け暮れつつ町の治安を守ることで収入を得ている。5連鎖以上で『究極戦隊ダダンダーン』のプレイヤーキャラクターの一人である「小鉄」を模した姿に変身。必殺技は前作と同じく「爆裂連鎖拳」。
まこりん
声 - 椎名へきる
【まるたま小学校】に通う小学3年生の少女、9歳。ぱずるだま五級（N64版では七級）、とっかえだま七級。前作では一部のモードのみの登場だったが、今作はレギュラーキャラクターに昇格。6年生の先輩の元、ブラスバンド部でシンバルの練習に精を出している。学習塾にも通い始めた。頭がよく100点満点。連鎖アニメーションは四季をイメージしたもので、連鎖を決めるとロボットに乗って雪玉を発射したりする。明朗闊達、活発な性格は相変わらず。
大月先生
声 - 二又一成
チョーク投げを決める【まるたま高校】の教師、32歳。ぱずるだま五段。高校教師になる前は、関東帝国大学大学院物理学部の若き助教授というエリートで、持ち前の美貌とニヒルな仕草で女子大生らに人気だった。実は9年前に整形手術をしており、顔面緊張剤を2時間に一度投与しないと、顔面崩壊して整形前の顔に戻ってしまうことが周囲に知れ渡り、大学を去ることになったという過去を持つ。N64版ではチェリーのEDでのみ登場する。
政
声 - 高木渉
【江戸前寿司政】の板前、35歳。ぱずるだま二段（N64版では初段）、とっかえだま二級。全日本新人寿司コンクールで見事3位に輝いた若手のホープ。マグロの目利きでは若手ナンバー1と言われ、築地では「本マグロの政」と呼ばれている。PS版の取扱説明書に記載されているバックストーリーによると、彼の握ったマグロ寿司は後述の服田裏が舌を巻く程で、ぱずるだま大会の優勝の暁には親方より暖簾分けをしてもらうとのこと。N64版では、料理人として珍の代わりに料理の塔1階の中ボスとして登場。
チェリー
声 - 神宮司弥生
【まるたま総合病院】に勤務するセクシークイーンナース、26歳。ぱずるだま一級（N64版では三級）、とっかえだま五級。元英会話スクール「KOVA」の教師であるイギリス人。普段は年配の患者からも信頼の厚い温和な性格であるが、連鎖を決めるとサディストの本性を現す。PS版やN64版では変身スティックのような物を持っている。PS版、N64版では規制の関係上、AC版から連鎖アニメーションが一部変更されている。
シェイ・シェイ
声 - 二又一成
フィンランド人の元F1ドライバーで、バイク屋の店長、29歳。ぱずるだま七級。【カートショップSS】にて登場。F1マシンのテスト走行中に起きた事故による怪我で引退を余儀なくされ、その後馴染みの深い日本でバイク屋を始めた。連鎖を決めると1PではF1マシン、2Pではラリーカーを駆る。顔は出っ歯が目立つブサイク顔だが、勝つとイケメンになる。N64版では未登場。
珍 宝菜
声 - 高木渉
【料理の塔1階・中華料理「桃仙閣」】に登場する中華の巨匠、45歳。ぱずるだま巨匠。一人目の中ボス。常に温和な笑顔を浮かべており、やや片言気味なしゃべり方をしている。連鎖を決めると鋭い目付きに豹変し、火を噴いたり豚に変身したりする。N64版には登場せず、中ボスは政が代わりに務めている。CPU専用キャラクターだが、対戦モードに限り隠しコマンドで使用可能。
哲人 市場
声 - 徳丸完
【料理の塔2階・日本料理「花蝶」】に登場する和の哲人、60歳。ぱずるだま師範、とっかえだま師範。二人目の中ボス。「料理は愛情！」を信念とする。6連鎖以上になるとお品書きを披露する。N64版でのお品書きを模したコース選択画面では、料理の殿塔の料理長として名義されている。CPU専用キャラクターだが、対戦モードに限り隠しコマンドで使用可能。
奥方様
声 - 志賀克也
【料理の塔3階・大奥】に登場するトノサマの妻。年齢不詳。ぱずるだま名人、とっかえだま名人。トノサマの妻という設定だが、その正体は女装した前作のトノサマ本人である。ペンクローを可愛がっており、彼を太らせた張本人。AC・PS版で、コンティニューをした場合の最終ボス。N64版では服田裏が登場しないため、必ず最終ボスとして登場する。CPU専用キャラクターだが、対戦モードに限り隠しコマンドで使用可能。
服田裏 行男
声 - 西村知道
【料理の塔の最上階・帝王裏の間】に登場する料理の殿塔支配人、51歳。ぱずるだま達人。市場までノーコンティニューで制覇した場合に、奥方様の代わりに登場する真の最終ボス。町を巻き込んだぱずるだま大会で何かを企んでいるらしいが、真相は不明。「裏パワー」「裏をかきましたね」など、何かと「裏」にこだわる。N64版には登場しない。CPU専用キャラクターだが、対戦モードに限り隠しコマンドで使用可能。
ウパ太
声 - 折笠愛
N64版のみ登場。『対戦とっかえだま』からのキャラクター。野良ウーパー（ウーパールーパー）、3歳。ぱずるだま一級、とっかえだま三級。友達はマンボウ。
ドキドキ☆バニラ
声 - 林原めぐみ
N64版のみ登場。『対戦とっかえだま』からのキャラクター。スイーツ大好きな魔法少女、11歳。ぱずるだま六級、とっかえだま二段。魔法のタンバリンで連鎖が進むと魔法を使い、婦人警官、アイドル、バンパイア、幼稚園児、ナース、フォトグラファー、ダイバー、マーメイドと様々な姿に変身する。連鎖中に唱える変身の呪文は、カスタードプディングやケーキなど全て洋菓子の名前によって構成されている。
シン with クリスタルマイト
声 - 子安武人（シンの声）
N64版のみ登場。『対戦とっかえだま』からのキャラクター。ヴィジュアル系ロックバンド「シン with クリスタルマイト」のボーカル、23歳。ぱずるだま四段、とっかえだま七段。連鎖を決めるごとにシンの歌声とともにメンバーが一人ずつ現れ、演奏を披露。なお、ヴォーカルを務めるシンはバニラの兄であるが、ゲーム中ではそれらしい関わりは見せない。
Dr.ドップリー
声 - 堀内賢雄
N64版のみ登場。『対戦とっかえだま』からのキャラクター。AC版とっかえだまでは「ドップリー博士」という名前だった。危険な薬を開発している博士（マッドサイエンティスト）、32歳。ぱずるだま二段、とっかえだま四段。連鎖が進むと、開発した薬を自分で飲み、暴走する。一見ボリュームのある長髪だが、連鎖アニメーションの過程でその正体は脳天のつむじ周辺に密集している毛が長く垂れ下っているだけであり、他の部分はスキンヘッドである事が判明する。
ダークまこりん
声 - 椎名へきる
N64版の2P対戦専用の隠しキャラクター。まこりんが邪悪になった姿。ぱずるだま哲人、とっかえだま哲人。このキャラのみ、こうげきだまが攻撃のたびにパターンがランダムで決定され送られてくる（ボスキャラクターの攻撃パターン含む）。しかし、一般とゲーマーの攻撃パターンが混同することはない。通常のまこりんと異なり、姿もボイスも邪悪。

## 評価
『ちびまる子ちゃんの対戦ぱずるだま』はセガサターンマガジンソフトレビューでは8、5、7の20点（平均6.66点）。レビュアーは主要な部分を押さえたキャラの声は原作と同じで連鎖時のアクションや台詞も良く、対象者について初心者でも楽に連鎖可能なぱずるだまらしさがあるとした者とシステムやルールは変わらずモノがモノだけに派手さに欠けて連鎖を続けても爽快感があまりなくグラフィックは再現されているため原作ファンにはいいかもしれないが本当のぱずるだま好きには受け入れられにくいとした者で分かれ、AC版ぱずるだまを知っていると低難易度に不満があるかもしれない、オリジナルモードを入れてパロディウスのようにすればよかったとする者がいた。